# Superstrada S22
La superstrada S22 è una superstrada polacca che attraversa il Paese da ovest a est, da Elbląg a Grzechotki. Fa parte della strada europea E28.